# Валенте, Катерина
Катери́на Вале́нте (итал. Caterina Valente; 14 января 1931[…], XII округ Парижа — 9 сентября 2024[…], Лугано, Тичино) — итальянская певица, популярная в мире в 1950-х и 60-х годах.

## Биография
Родилась в итальянской цирковой семье: её мать была клоунессой, а отец — аккордеонистом. В детстве Катерина тоже работала в цирке.
К 1953 году Валенте выступала как певица в Европе уже несколько лет, но путь её к международной славе отсчитывается с момента, когда она стала работать в Германии как вокалистка с оркестром Курта Эдельхагена. Вскоре с Катериной подписал контракт лейбл звукозаписи Polydor; в том же году у неё вышли первые записи, а вскоре она уже записала на свой счёт первые большие хиты — две песни, написанные кубинским композитором Эрнесто Лекуоной: первым большим успехом была «Malagueña», сначала попавшая в чарты в континентальной Европе, потом в Великобритании, в а итоге и в США, а потом была «Andalucia», которая была несколько позже переиздана в англоязычной версии под титулом «The Breeze and I» и так попала в первую десятку и в Великобритании, и в США.
Катерина Валенте была популярна во многих странах Европы и мира, записывая хиты на целом ряде языков: английском, французском, немецком, итальянском, испанском и шведском. В Италии она попадала в чарты с такими песнями, как «Till», «Personalita» и «Nessuno al Mondo» (все три по-итальянски), в Германии — с немецкоязычными «Ganz Paris Träumt von der Liebe», «Wo Meine Sonne Scheint» и «Steig in das Traumboot der Liebe», во Франции — с «Bimbombey», «39 Fievere» и «Saitôn-Jamais» (все три по-французски).
Валенте умерла в Лугано, Швейцария, 9 сентября 2024 года в возрасте 93 лет.

## Дискография
- См. «Caterina Valente § Discografia parziale» в ит. разделе.

## Фильмография
- См. «Caterina Valente § Filmografia parziale» в ит. разделе.

## Награды
- См. «Caterina Valente § Awards» в англ. разделе.